# Zugang (Recht)
Zugang ist ein Rechtsbegriff, der die Rechtswirksamkeit empfangsbedürftiger Willenserklärungen beschreibt.

## Allgemeines
Beteiligte bei Willenserklärungen sind der erklärende Absender und der die Erklärung erhaltende Empfänger. Mit der Abgabe einer Willenserklärung durch den Absender darf nicht deren Wirksamwerden verwechselt werden. Eine streng einseitige Willenserklärung wie etwa das Testament ist bereits mit Vollendung ihrer Voraussetzungen (hier der eigenhändigen Unterschrift des Erblassers) wirksam (§ 2247 BGB), weil es keinen Erklärungsempfänger gibt. Sind dagegen Willenserklärungen gegenüber anderen Rechtssubjekten abzugeben (empfangsbedürftige Willenserklärungen), müssen sie zu ihrer Wirksamkeit dem richtigen Empfänger auch zugehen. Zugegangen ist eine Willenserklärung, sobald sie derart in den Machtbereich des Empfängers gelangt, dass bei Annahme gewöhnlicher Verhältnisse damit zu rechnen ist, er könne von ihr Kenntnis erlangen.
Hiermit können Übermittlungsrisiken verbunden sein. Denn der erklärende Absender trägt das Risiko einer fehlerhaften oder gescheiterten Übermittlung bis zur erfolgreichen Zustellung in den Machtbereich des Empfängers („Empfangstheorie“), der Absender trägt das Untergangs- und Verspätungsrisiko. Der Empfänger trägt das Risiko, dass er die Erklärung so zur Kenntnis nimmt, wie sie ihm zugegangen ist. Der Empfänger hat die Risiken seines räumlichen Machtbereiches zu tragen. Führen diese dazu, dass der Empfänger vom Inhalt der Willenserklärung entweder verspätet (etwa durch Krankheit oder Urlaub) oder gar nicht Kenntnis nimmt, sind diese dem Empfänger zuzurechnen, wenn die Erklärung in seinen räumlichen Machtbereich gelangt ist.

## Rechtsfragen
Zu den zugangsbedürftigen empfangsbedürftigen Willenserklärungen gehören insbesondere das Angebot (§ 145 BGB) und dessen Annahme (§ 147 BGB; Ausnahme: § 151 BGB), die Anfechtungserklärung (§ 143 BGB), Vollmachtserteilung (§ 167 Abs. 1 BGB), Zustimmungserklärung (§ 182 Abs. 1 BGB), der Rücktritt (§ 349 BGB) und die Aufrechnung (§ 388 BGB).

### Zugang unter Anwesenden oder unter Abwesenden
Das Gesetz unterscheidet zwischen Willenserklärungen unter Anwesenden und unter Abwesenden:
- Beim Zugang unter Anwesenden (auch beim Telefonat oder anderen technischen Kommunikationsmitteln; § 147 Abs. 1 Satz 2 BGB) ist der Empfänger bei der Abgabe der Willenserklärung zugegen. Er muss diese Willenserklärung wahrnehmen und auch verstehen. Das ist nicht der Fall bei Tauben oder Sprachunkundigen; eine Trennung zwischen der akustischen Wahrnehmung und dem sprachlich-intellektuellen Verständnis findet nicht statt („Vernehmungstheorie“). Ein Schriftstück mit einer Willenserklärung muss übergeben werden.
- Eine Willenserklärung unter Abwesenden wird im Zeitpunkt des Zugangs an diesen wirksam (§ 130 Abs. 1 BGB); sie wird bei Abgabepflicht gegenüber einer Behörde auch „amtsempfangsbedürftige Willenserklärung“ genannt (§ 130 Abs. 3 BGB). Hierzu gehört beispielsweise die Erbausschlagung nach § 1945 Abs. 1 BGB, die der zuständigen Behörde zugehen muss. Der Zugang bei einer unzuständigen Behörde führt nicht zur Wirksamkeit und ist nicht fristwahrend. Weder die bloße Äußerung oder das Absenden durch den Erklärenden noch die Kenntnisnahme durch den Empfänger führen zur Rechtswirksamkeit einer Willenserklärung. Vielmehr ist ihr Zugang von Bedeutung. Als zugegangen gilt eine Willenserklärung, wenn sie in den Machtbereich des Empfängers gelangt ist. Zum Machtbereich gehört bereits der Briefkasten; die in ihn eingeworfene Post gilt als zugegangen. Wird der Briefkasten etwa urlaubsbedingt nicht geleert, gilt der Brief dennoch als zugegangen, selbst wenn der Absender die Urlaubsabwesenheit des Empfängers kannte.[5]

Nur der Zugang unter Abwesenden ist gesetzlich ausreichend geregelt, der Zugang unter Anwesenden ergibt sich überwiegend aus der Rechtsprechung.

### Zugangsregeln
Wer per Brief, Telefax, E-Mail oder SMS am Rechtsverkehr teilnimmt, muss für Empfangsbereitschaft und regelmäßige Durchsicht des Posteingangs sorgen. Wer aufgrund bestehender oder angebahnter Geschäftsbeziehungen mit dem Zugang rechtserheblicher Erklärungen zu rechnen hat, muss geeignete Vorkehrungen treffen, dass ihn derartige Erklärungen auch erreichen. Ein Brief gelangt in den Machtbereich des Empfängers, wenn er ihm oder seinem Empfangsboten übergeben, in seinen Briefkasten eingeworfen oder in das vom Empfänger unterhaltene Postfach einsortiert wurde. Ein Telefax gelangt in den Machtbereich des Empfängers, wenn es von seinem Empfangsgerät gespeichert wurde, eine E-Mail oder SMS, wenn sie im Posteingangsordner des Empfängers auf dem Server seines Providers abgespeichert wurde.
Ein Brief, der in einem bei der Wohnung oder beim Geschäftsbetrieb angebrachten Briefkasten eingeworfen ist, gilt als zugegangen, wenn nach der Verkehrsauffassung mit der Leerung des Briefkastens gerechnet werden kann. Nach dieser Regel gilt ein werktags morgens um 08:00 Uhr in den Briefkasten eingeworfener Brief als am selben Tag zugegangen, wenn der Briefkasten zu einem Geschäftsraum oder einem Unternehmen gehört. Bis 18:00 Uhr eingeworfene Briefe sollen nach einer Ansicht in der Literatur auch bei Privatpersonen als Empfänger am selben Tag zugehen. Nach einer anderen Ansicht, die auch vom Bundesarbeitsgericht vertreten wird, sei auch zu berücksichtigen, wenn in einem Ort die Postzustellung gegen 11 Uhr abgeschlossen sei. Bei der Bestimmung der Verkehrsanschauung seien die örtlichen Postzustellungszeiten zu berücksichtigen. In der Abend- oder Nachtzeit eingeworfene Briefe gehen erst am nächsten Werktag zu. Wird ein Schriftstück erst am 31. Dezember nachmittags in den Briefkasten eines Bürobetriebs geworfen, in dem branchenüblich Silvester nachmittags – auch wenn dieser Tag auf einen Werktag fällt – nicht mehr gearbeitet wird, so geht es erst am nächsten Werktag zu. Ein Telefax, das in einer Bank am Samstagnachmittag ankommt, geht erst am Montagmorgen zu, ist aber, wenn die Frist auf den Samstag fiel, dennoch fristgerecht zugestellt, da nach § 193 BGB der nächste Werktag an die Stelle eines Samstags, Sonntags oder eines staatlich anerkannten allgemeinen Feiertags tritt. Ein Brief ist auch zugegangen, wenn er dem Empfänger oder einem seiner Angehörigen oder Hausangestellten in der Wohnung ausgehändigt wird. Ist die Erklärung zugegangen, dann muss der Empfänger – auch wenn er vom Erklärungsinhalt keine Kenntnis nimmt – sich so behandeln lassen, als ob ihm der Inhalt bekanntgeworden sei. Dem Urteil lag die Unterschlagung eines Schreibens durch einen empfangsberechtigten Angestellten zugrunde, das trotz Unterschlagung als dem richtigen Empfänger zugegangen gilt.
Allerdings ist der Zugang erst dann vollendet, wenn die Kenntnisnahme durch den Empfänger möglich und nach der Verkehrsanschauung zu erwarten ist. Daher ist auch bei einer Übermittlung per Telefax auf den Zeitpunkt abzustellen, in dem sich der Empfänger nach den Gepflogenheiten der Verkehrsanschauung Kenntnis vom Inhalt der Willenserklärung verschaffen konnte. Diesem Urteil zufolge genügt, dass die Willenserklärung in den Bereich des Empfängers gelangt ist und zwar so, dass sie üblicherweise – nicht zufällig – alsbald wahrgenommen werden kann. Zudem ist dem BGH zufolge die objektive Möglichkeit zur Kenntniserlangung im abstrakten Sinn zu verstehen und daher für den Zugang einer Kündigung eine tatsächliche Kenntnisnahme des Empfängers nicht erforderlich. Entscheidend für die Wirksamkeit der Erklärung ist der Zeitpunkt des Zugehens, nicht der der Kenntnisnahme. Nur in den Fällen, in denen das Gesetz ausdrücklich Kenntnisnahme verlangt (etwa § 407 Abs. 1 BGB), genügt das bloße Zugehen nicht.
Die gleiche Systematik gilt auch für den Zugang elektronisch übermittelter Willenserklärungen.
Nimmt der Empfänger die Willenserklärung schon vorher tatsächlich zur Kenntnis, so liegt bereits dann Zugang vor.

### Zugangsfiktion
Eine Zugangsfiktion ist einerseits eine Klausel, mit welcher der Erklärende gegenüber dem Empfänger bestimmt, dass seine Erklärung als beim Empfänger zugegangen gilt. Derartige Zugangsfiktionen sind in Allgemeinen Geschäftsbedingungen in der Regel für eine „Erklärung des Verwenders von besonderer Bedeutung“ unwirksam (§ 308 Nr. 6 BGB). Von solcher besonderen Bedeutung sind dabei Erklärungen wie Mahnung, Fristsetzung, Kündigung, Ladung zur Eigentümerversammlung oder Genehmigung.
Eine Zugangsfiktion kann anderseits auch kraft Gesetz gelten. Eine solche gesetzliche Zugangsfiktion gilt gemäß § 13 Versicherungsvertragsgesetz, allerdings nur unter besonderen Voraussetzungen.

## Rechtsfolgen
Die Verteilung der Übermittlungsrisiken ist für die Behandlung auftretender Zugangshindernisse von Bedeutung. Als Zugangshindernisse gibt es den verspäteten Zugang oder die Zugangsvereitelung. Beim Widerruf von Verbraucherverträgen genügt zur Fristwahrung der 14-tägigen Widerrufsfrist die rechtzeitige Absendung des Widerrufs (§ 355 Abs. 1 BGB), der verspätete Zugang beim Unternehmer spielt keine Rolle. Der Erklärende trägt bei fristgebundenen Erklärungen das Transportrisiko, es sei denn, der Empfänger vereitelt bewusst den Zugang (etwa wenn er den Briefkasten unbenutzbar macht). Verweigert der Empfänger die Annahme der Erklärung etwa wegen Nachporto, so ist die Erklärung nicht zugegangen. Bei einer unberechtigten Verweigerung ist dagegen von einem Zugang auszugehen, weil die Möglichkeit der Kenntnisnahme bestand. Der Erklärende hat aber den gescheiterten, dem Empfänger anzulastenden Zugang nachzuholen. Der Zugang eines Benachrichtigungsscheins ersetzt nicht den Zugang des Einschreibebriefes. Ein Empfänger, der sich im Urlaub befindet, ohne seine Urlaubsanschrift zu hinterlassen oder einen Nachsendeauftrag zu stellen, kann sich nicht auf einen verspäteten Zugang berufen, selbst wenn der Erklärende (hier die Kündigung eines Arbeitsverhältnisses) die Urlaubsabwesenheit kannte.
Es ist zwischen fahrlässiger und vorsätzlicher Zugangsvereitelung zu unterscheiden. Eine fahrlässige Zugangsvereitelung besteht beispielsweise dann, wenn jemand umzieht, ohne seinem Arbeitgeber oder einer anderen wichtigen Vertragspartei seine neue Adresse mitzuteilen. Eine zu einem späteren Zeitpunkt erfolgte Zustellung wird so behandelt, als wäre das Dokument bereits beim ersten Zustellversuch an den Empfänger gelangt. Es steht allerdings in der Verantwortung des Absenders, einen zweiten Zustellversuch zu veranlassen. Versucht der Empfänger absichtlich (vorsätzliche Zugangsvereitelung), die Zustellung des Schriftstückes zu verhindern, wird die Zustellung des Schriftstückes fingiert; Ausnahme ist beispielsweise die Falschadressierung des Schriftstücks. Zugangsvereitelung wird auch nur dann unterstellt, wenn eine Nachricht über die Hinterlegung eines Schriftstückes bei der Poststelle an den Empfänger gelangt ist, welche einen Hinweis auf den Inhalt der Sendung enthält.
Ist der Empfänger geschäftsunfähig (§ 104 BGB) oder steht er unter einem Einwilligungsvorbehalt (§ 1903 BGB), so ist der Zugang gemäß § 131 BGB nicht erfolgt, bevor der gesetzliche Vertreter des Betroffenen (Eltern, Vormund, Pfleger, Betreuer) die Willenserklärung erhält. Ausnahmen gelten bei Minderjährigen über 7 Jahren und bei Personen unter Einwilligungsvorbehalt: Hier gilt der Zugang an den Betroffenen selbst in den Fällen, wenn sich entweder aus der Erklärung ausschließlich ein rechtlicher Vorteil ergibt (z. B. bei einer Schenkung) oder wenn der gesetzliche Vertreter bereits zuvor in den Empfang der Willenserklärung eingewilligt hat (§ 131 BGB).
Der Zugang einer Willenserklärung kann gemäß § 132 Abs. 1 BGB mit der Zustellung durch einen Gerichtsvollzieher ersetzt werden. Eine Zustellung, die nicht durch Vermittlung eines Gerichtsvollziehers vorgenommen wird, hat dagegen keine Zugangswirkung. Daher kann diese Zustellung weder durch Niederlegung beim Amtsgericht oder der Post (§ 181 Abs. 1 ZPO) noch durch öffentliche Zustellung (§ 185 ZPO) erfolgen.
Der Zugang muss im Zweifel vom Absender bewiesen werden.